# Václav Novák (odbojář)
Václav Novák (18. června 1892 Netluky – 20. ledna 1985 Uhříněves nebo Vojkov) byl československý legionář, za druhé světové války účastník protinacistického odboje, podporovatel výsadku Anthropoid.

## Život
Václav Novák se narodil 18. června 1892 v Netlukách. Byl členem Sokola, vystudoval obchodní akademii a pracoval jako úředník. S manželkou Ludmilou Novákovou (10. května 1896 – 22. října 1973) měl dceru Ludmilu (25. února 1923 – 25. února 2010). Rodina bydlela v bytě v Riegrově (dnes Lidického) ulici v Uhříněvsi.

## 1. světová válka
V 1. světové válce bojoval v Rakousko-Uherské armádě, sloužil u 28. pěšího pluku jako praporčík. Dne 2. června 1915 byl zajat u obce Přenzel a 30. dubna 1916 vstoupil v Haliči do československých legií. Na jaře 1917 byl přiřazen jako podporučík ke kulometné rotě 5. střeleckého pluku a od 1. ledna 1919 byl poručíkem u kulometné roty téhož pluku. V kapitánské hodnosti byl převelen v červenci 1919 ke štábu armády. Dne 14. srpna 1919 byl prozatímně přidělen k štábu 12. střeleckého pluku a o den později byl jmenován velitelem 6. roty téhož pluku. Během evakuace 12. pluku v lednu 1920 se stal velitelem vlaku II. praporu ze Zaozerné. Do Československa se vrátil 30. září 1920 jako kapitán 12. střeleckého pluku. Po návratu z Ruska sloužil Václav Novák v československé armádě a dosáhl hodnosti podplukovníka. Byl vyznamenán Československým válečným křížem 1914–1918.

## 2. světová válka
Za 2. světové války se aktivně účastnil odboje proti nacismu. Byl členem odbojové organizace Obrana Národa (ON), byl napojen na spojovací skupinu ÚVOD JUC. Rudolfa Mareše. Již od léta 1939 byl členem odbojové skupiny Dr. Josefa Jana Kratochvíla, po jehož zatčení 15. května 1940 navázal kontakt s učitelem Františkem Kotrbou z Dubče. V červnu 1941 se stal členem skupiny Miroslava Šrámka, byl rovněž napojen na skupinu "Jindra".
V červenci roku 1941 ho Miroslav Šrámek oslovil s žádostí o doporučení vhodného místa v Uhříněvsi nebo v okolí, odkud by mohlo být radiotelegraficky vysíláno do Londýna. Václav Novák mu k tomuto účelu nabídl svůj byt v Riegrově (dnes Lidického) ulici. Šifrované zprávy připravené doc. dr. Vladimírem Krajinou vysílali z bytu Novákových Otto Linhart a Jindřich Klečka, vysílačkou Sparta I., přítomni byli také Zdeněk Linhart a Jaroslav Syrovátka, kteří hlídali. Skupina vysílala střídavě z několika míst a do Uhříněvsi se k Václavu Novákovi vrátila několikrát. V září 1941 se stal zastupujícím říšským protektorem Reinhard Heydrich a po šesti dnech od nástupu byla vysílačka v Jinonickém akcízu identifikována, odhalena a většina aktérů pozatýkána.
Václav Novák se rovněž sešel s Ladislavem Vaňkem u Břetislava Lyčky, kam ho přivedl František Kotrba.

### Spolupráce s Anthropoidem
Dne 29. prosince 1941 došlo u Nehvizd k seskoku příslušníků Operace Anthropoid Jozefa Gabčíka a Jana Kubiše. V únoru 1942 požádal Miroslav Šrámek Václava Nováka o další spolupráci. Potřeboval vyhledat místo, kde by anglická letadla mohla shodit zbraně, případně vysílací stanici či vytyčit doskokovou plochu pro další výsadky z Velké Británie (např. Out Distance). Informační schůzka proběhla ve Strašnicích na dnes již neexistujícím statku bratrů Jiřího Vojtěchovského a Miroslava Vojtěchovského, odkud v minulosti rovněž vysílali Jindřich Klečka a Otto Linhart. Zde se Václav Novák poprvé setkal s Janem Kubišem a Jozefem Gabčíkem, kromě Miroslava Šrámka a jeho bratra Otakara Šrámka byli přítomní také Oldřich Frolík a kpt. Karel Pavlík.
Václav Novák vyhledal vhodné místo pro shození (vysazení) mezi Uhříněvsí a Dubčí, kótu zvanou Jankov. Několikrát se zde s odbojovou skupinou a s parašutisty Janem Kubišem a Jozefem Gabčíkem sešel u místa zvaného "Tři kameny" (rozcestí U tří kamenů), aby v okolí remízku vytyčili místa pro signalizační světla. Gabčík s Kubišem pobývali v té době v jeho bytě a minimálně jednu noc zde přespali. Novákově dceři Ludmile daroval Jan Kubiš balíček britských sušenek. Ta si jednu uschovala a aby skryla důkaz přítomnosti parašutistů, okousala ji v místech, kde byly anglické nápisy. Sušenka se dodnes dochovala a je součástí expozice věnované operaci Anthropoid v Uhříněveskému muzeu, spolu s dalšími předměty, které rodina uchovávala až do roku 2002, a dokumenty objevenými na půdě při rekonstrukci domu Novákových. Muzeum prochází rekonstrukcí a je v současné době uzavřeno (únor 2025).
V březnu 1942 Václav Novák dvakrát čekal spolu s parašutisty a odbojovou skupinou na přílet letadla. Poprvé to bylo v den úplňku, tj. 3. března. Přítomni byli Václav Novák, Kubiš, Gabčík, Frolík, kpt. Pavlík, M. Šrámek, Jiří Vojtěchovský, Jaroslav Syrovátka a další. První očekávání příletu se nepodařilo kvůli počasí, hustě sněžilo. Druhý den se skupina sešla u Jankova ještě jednou (chyběl Kubiš a M. Šrámek, místo Jiřího Vojtěchovského byl přítomen jeho bratr Miroslav). Letadlo ale nepřiletělo ani tentokrát. Doskokové plochy v okolí Uhříněvsi nakonec využity nikdy nebyly.

### Po útoku na Heydricha
Dne 27. května 1942 provedli J. Kubiš a J. Gabčík úspěšný atentát na zastupujícího říšského protektora Reinharda Heydricha. I přes obrovské riziko souhlasil pplk. Václav Novák s poskytnutím úkrytu dvojici útočníků. Ti nakonec nepřišli, přičemž nacisté v domě týž den provedli prohlídku.
V době, kdy se parašutisté skrývali v kryptě pravoslavného chrámu sv. Cyrila a Metoděje, se Václav Novák s manželkou a dcerkou Ludmilou, s kpt. Karlem Pavlíkem a Anežkou Farářovou (manželkou pplk. Faráře) vydali 14. června 1942 do Senohrab, kde se u břehu Sázavy uskutečnila schůzka s Ladislavem Vaňkem a Alžbětou Šenoldovou. Vaněk vysvětloval, jak se snažil útoku zabránit.
V polovině července 1942 požádal Václava Nováka o pomoc Otto Linhart, jehož bratři Václav Linhart a Bedřich Linhart byli červenci 1942 gestapem zatčeni. Nějaký čas ho ukrýval ve svém bytě. Otto jako jediný ze čtyř bratrů Linhartových válku přežil.
V roce 1943 se spolu s Jaroslavem Syrovátkou napojil na skupinu Ing. Richarda Reisnera.
Pplk. Václav Novák zůstal neprozrazen a dočkal se konce války. Po vytvoření ilegálního Národního výboru dne 4. května 1945 v Uhříněvsi byl jeho členem jako představitel odbojových skupin. V Květnovém povstání českého lidu 1945 velitelem obrany oblasti Uhříněves a okolí, za což byl v prvním výročí v roce 1946 odměněn pamětní plaketou. Rovněž byl vyznamenán Československým válečným křížem 1939.

## Po válce
Po válce se Václav Novák jako bývalý legionář a spolupracovník exilové londýnské vlády nedočkal uznání. Detaily své odbojové činnosti veřejně sdílel až v sedmdesátých letech. Zemřel 20. ledna 1985 v Uhříněvsi nebo ve Vojkově. Pohřben je na Uhříněveském hřbitově. Příbuzní pplk. Václava Nováka žijí v uhříněveském domě v Lidického ulici dodnes.

## Vyznamenání
- Československý válečný kříž 1914–1918
- Řád svaté Anny II. stupně
- Československý válečný kříž 1939
- Řád vycházejícího slunce

## Připomínka
- Na domě, kde Václav Novák s rodinou bydlel, na adrese Lidického 228/8, Praha 22 - Uhříněves, je umístěna pamětní deska s nápisem: "V tomto domě se v březnu roku 1942 u rodiny pplk. Václava Nováka ukrývali českoslovenští parašutisté JOZEF GABČÍK / JAN KUBIŠ / Čest jejich památce".[14] Na brance k domu je každoročně, vždy k výročí Anthropoidu v květnu a na omezenou dobu, umísťována informační tabule s příběhem pplk. Václava Nováka.
- Na hrobě Václava Nováka na Uhříněveském hřbitově je nápis: "VÁCLAV NOVÁK / PODPLUKOVNÍK V.V. – ÚČASTNÍK I. A II. ODBOJE / *18.6.1892 / +20.1.1985".[13]
- V roce 2022 uspořádaly Městská část Praha 22 a Uhříněveské muzeum k 80. výročí operace Anthropoid výstavu, věnovanou památkám na tehdejší pobyt Gabčíka s Kubišem v Uhříněvsi[15][16] a venkovní mobilní hru Kubišova sušenka z cyklu Skryté příběhy.[17][16]
- V rámci 80. výročí konce druhé světové války byla expozice věnovaná Anthropoidu (včetně exponátů z pozůstalosti pplk. Václava Nováka) znovu vystavena na Muzejní noci dne 30. května 2025 a účastníci si opět mohli zahrát hru Kubišova sušenka.[18]

## Galerie

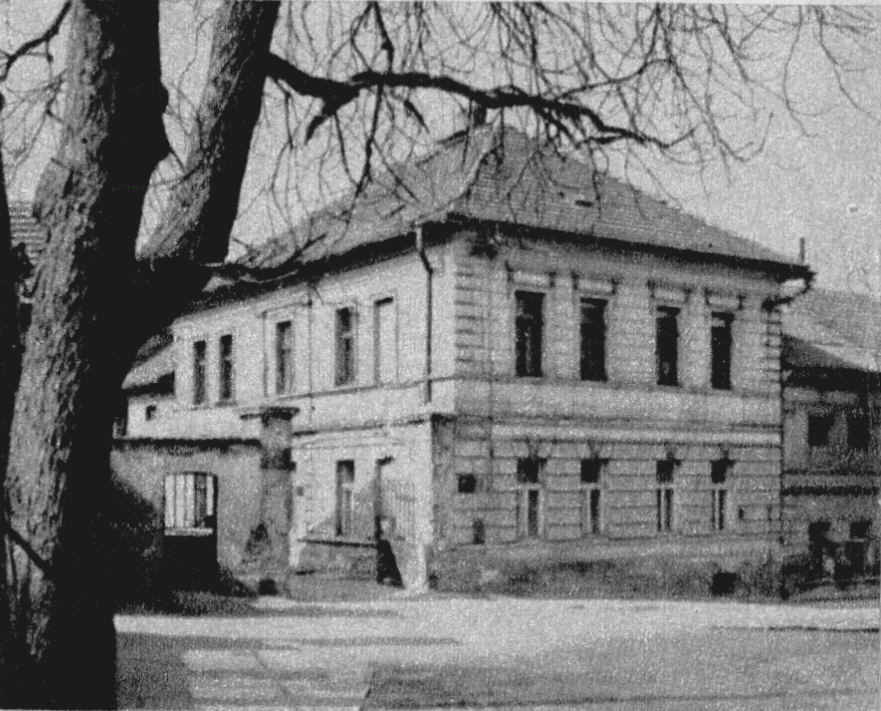
Strašnický statek bratří Vojtěchovských, kde probíhaly schůzky odbojářů (dobová fotografie)
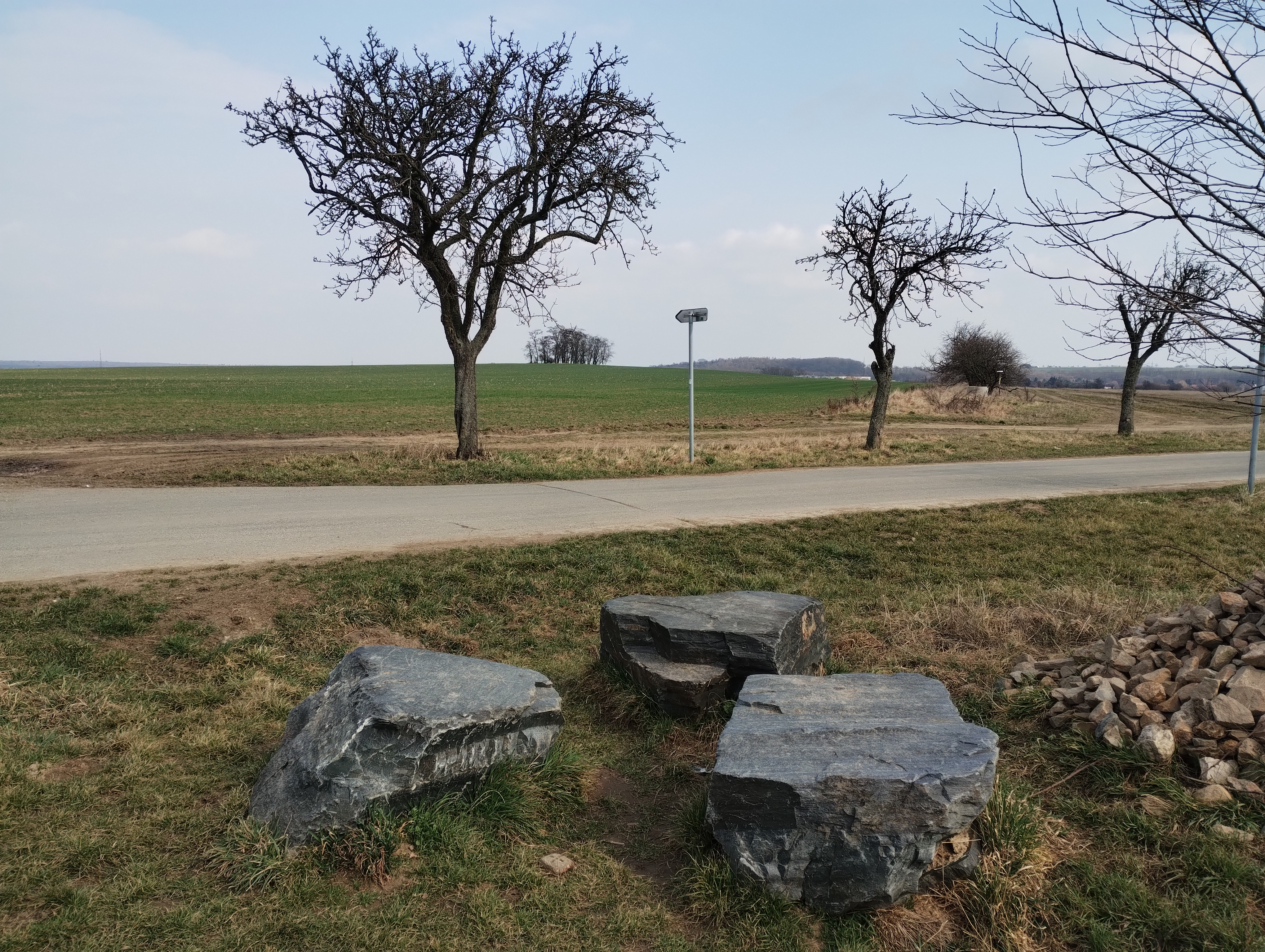
Rozcestí U tří kamenů, kde se skupina kolem pplk. Václava Nováka scházela
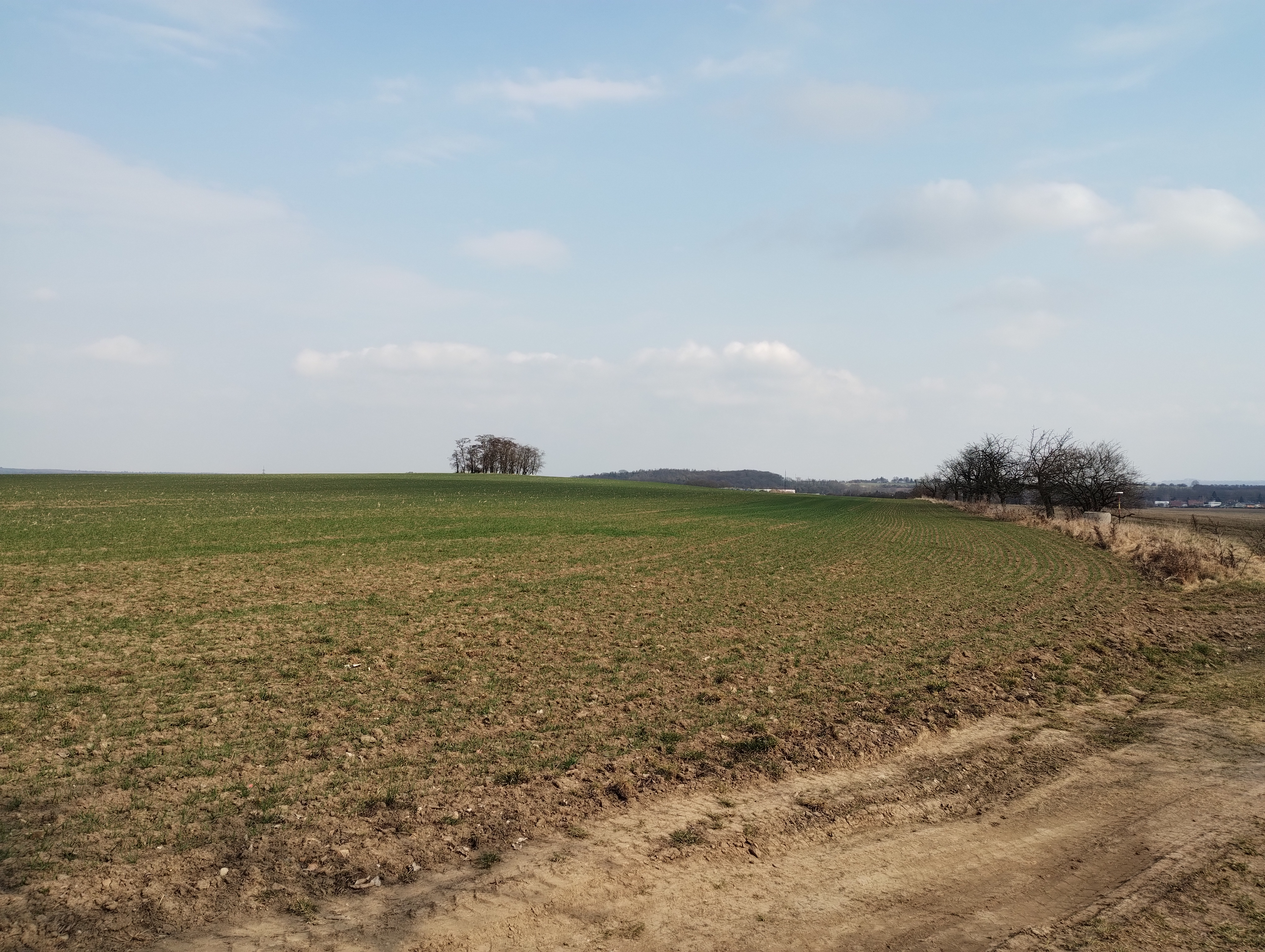
kóta Jankov (297 m), kterou pplk. Václav Novák vybral pro shození (vysazení) - v místě vrcholu viditelný remízek
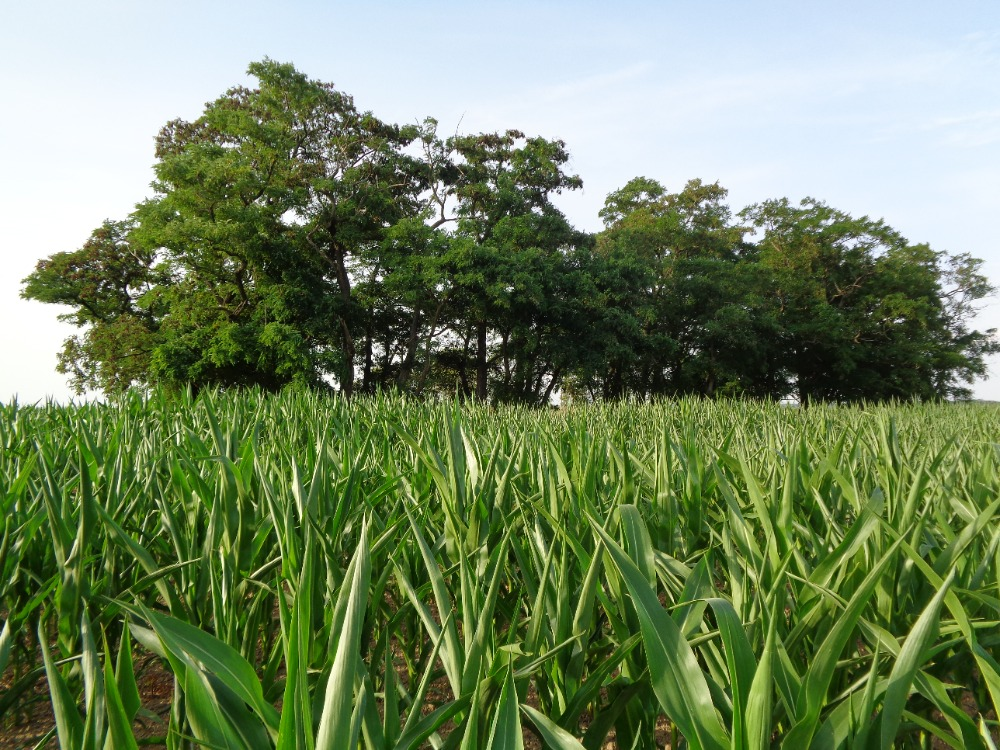
Jankov, remízek zblízka
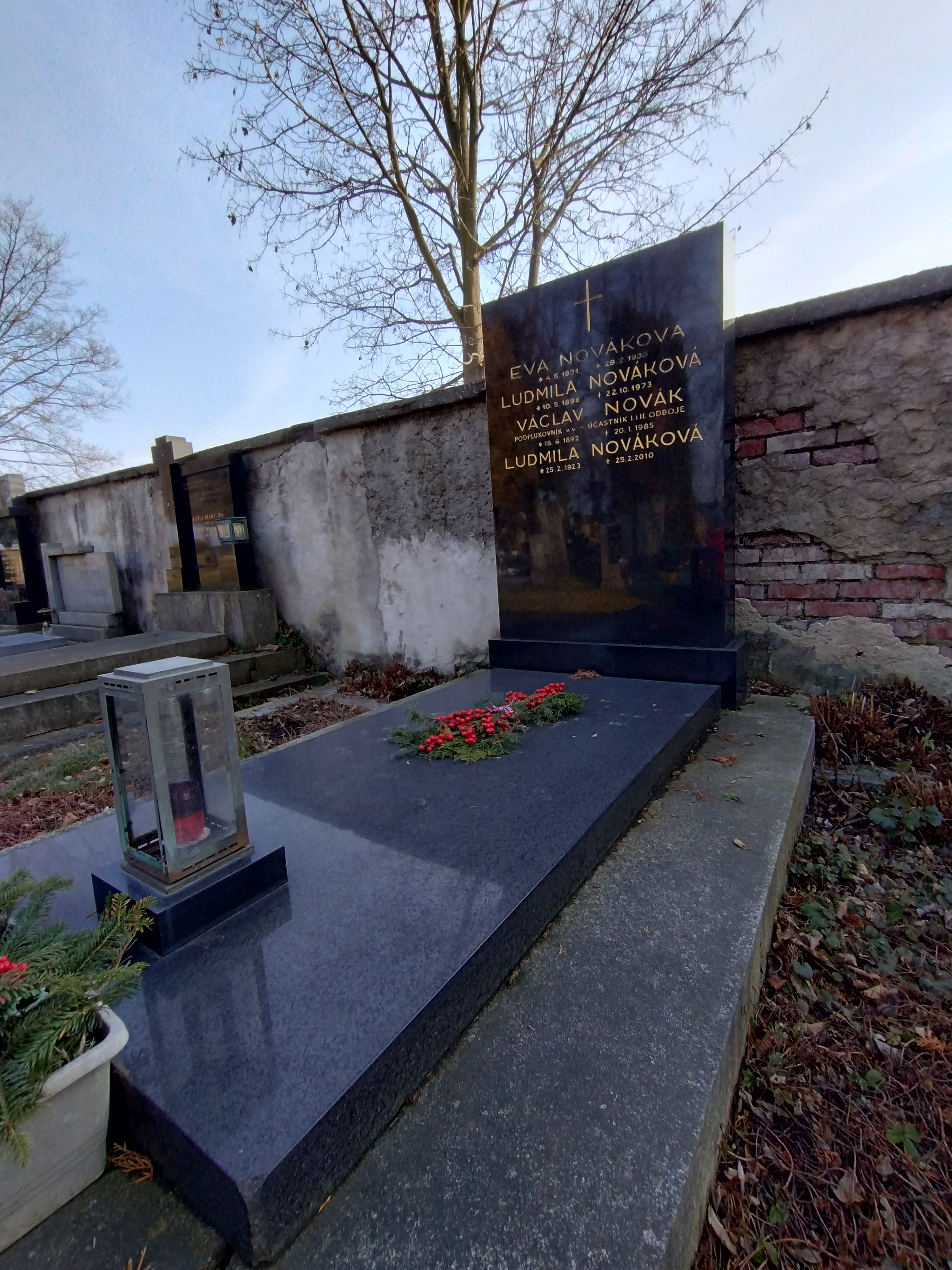
Hrob pplk. Václava Nováka, Uhříněveský hřbitov, Praha-Uhříněves
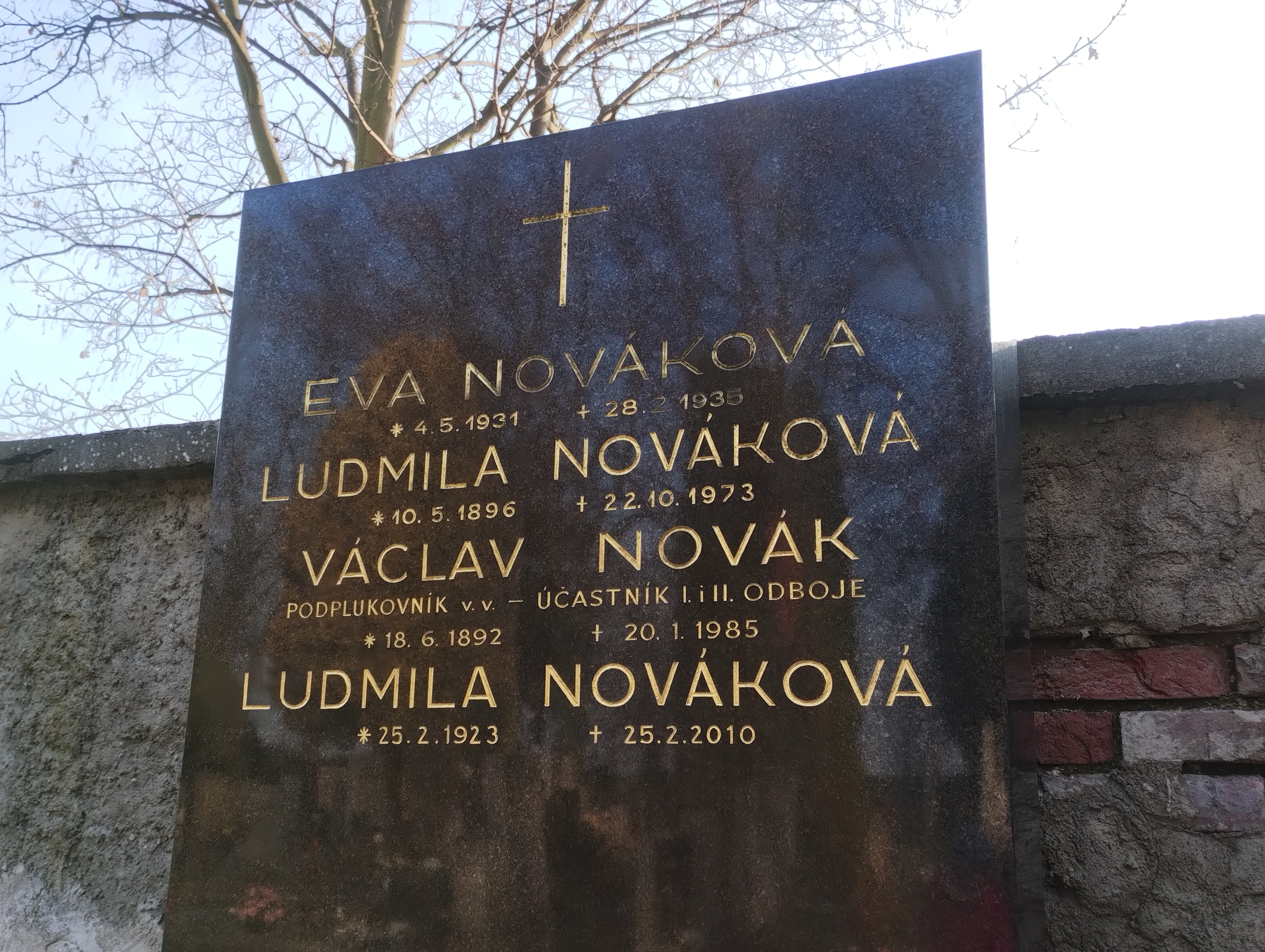
Detail nápisu na hrobě pplk. Václava Nováka, Uhříněveský hřbitov, Praha-Uhříněves
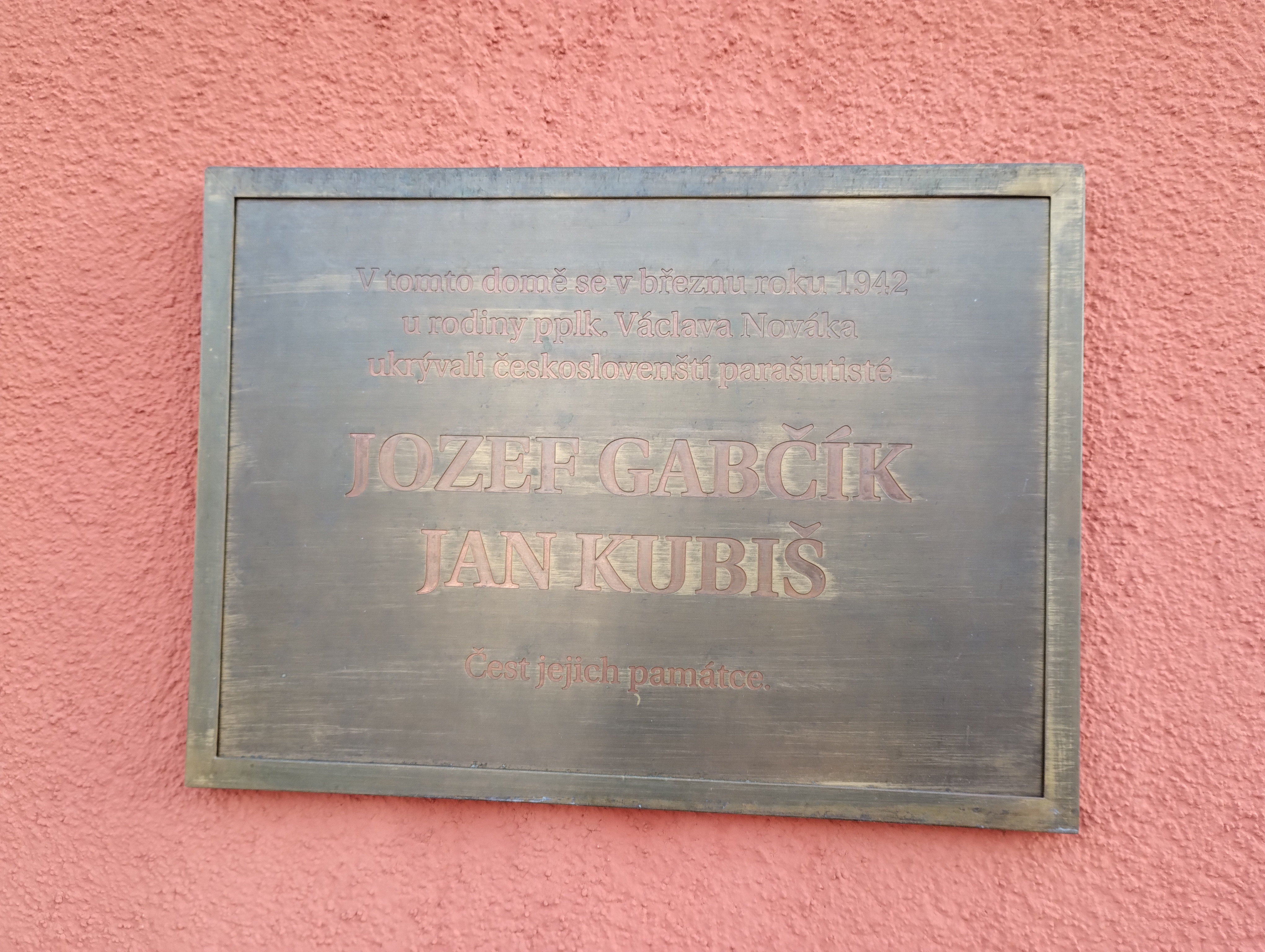
Pamětní deska na domě pplk. Václava Nováka, Lidického 228/8, Praha-Uhříněves
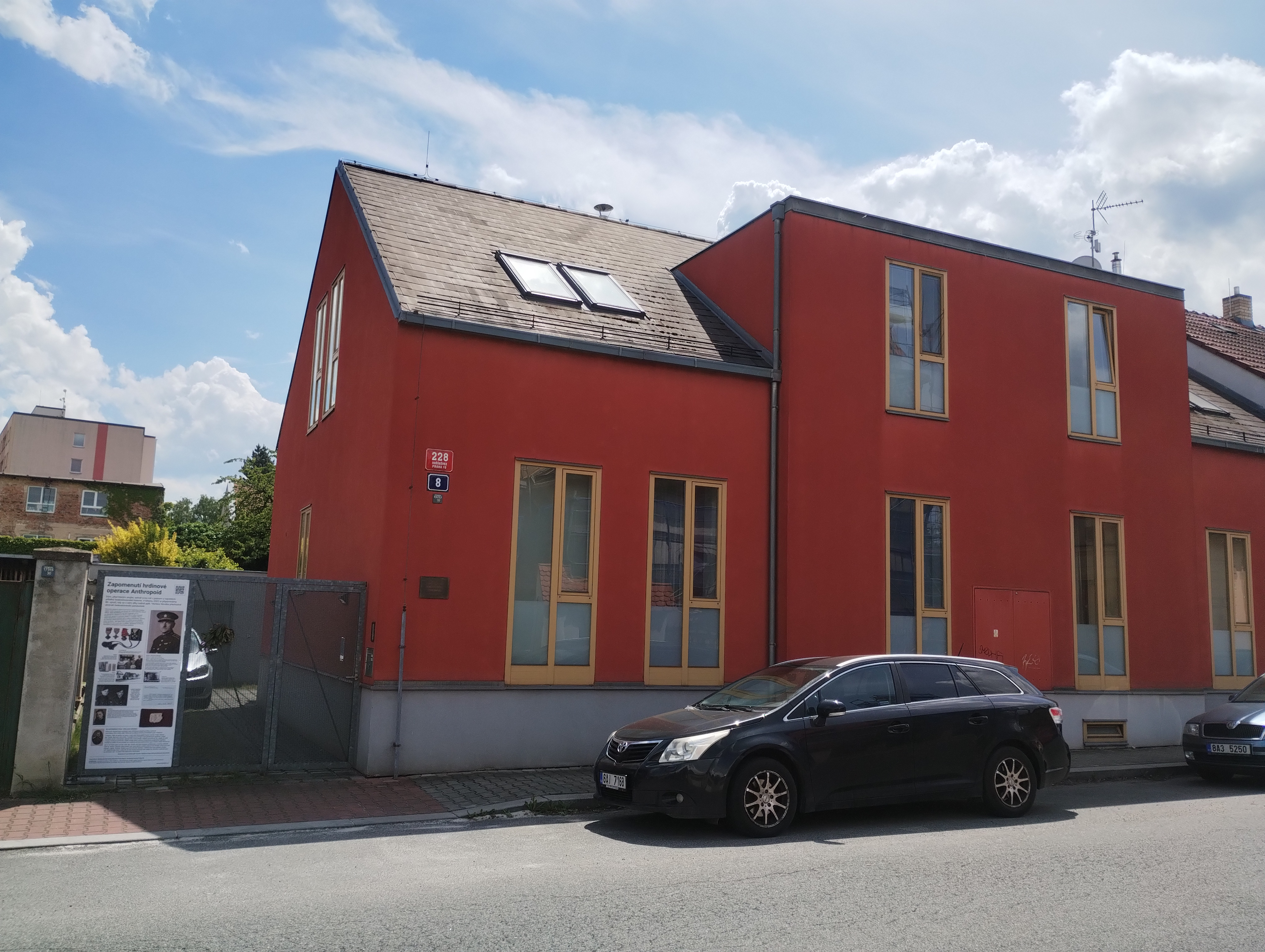
Dům pplk. Václava Nováka s informační tabulí (květen 2025), Lidického 228/8, Praha-Uhříněves
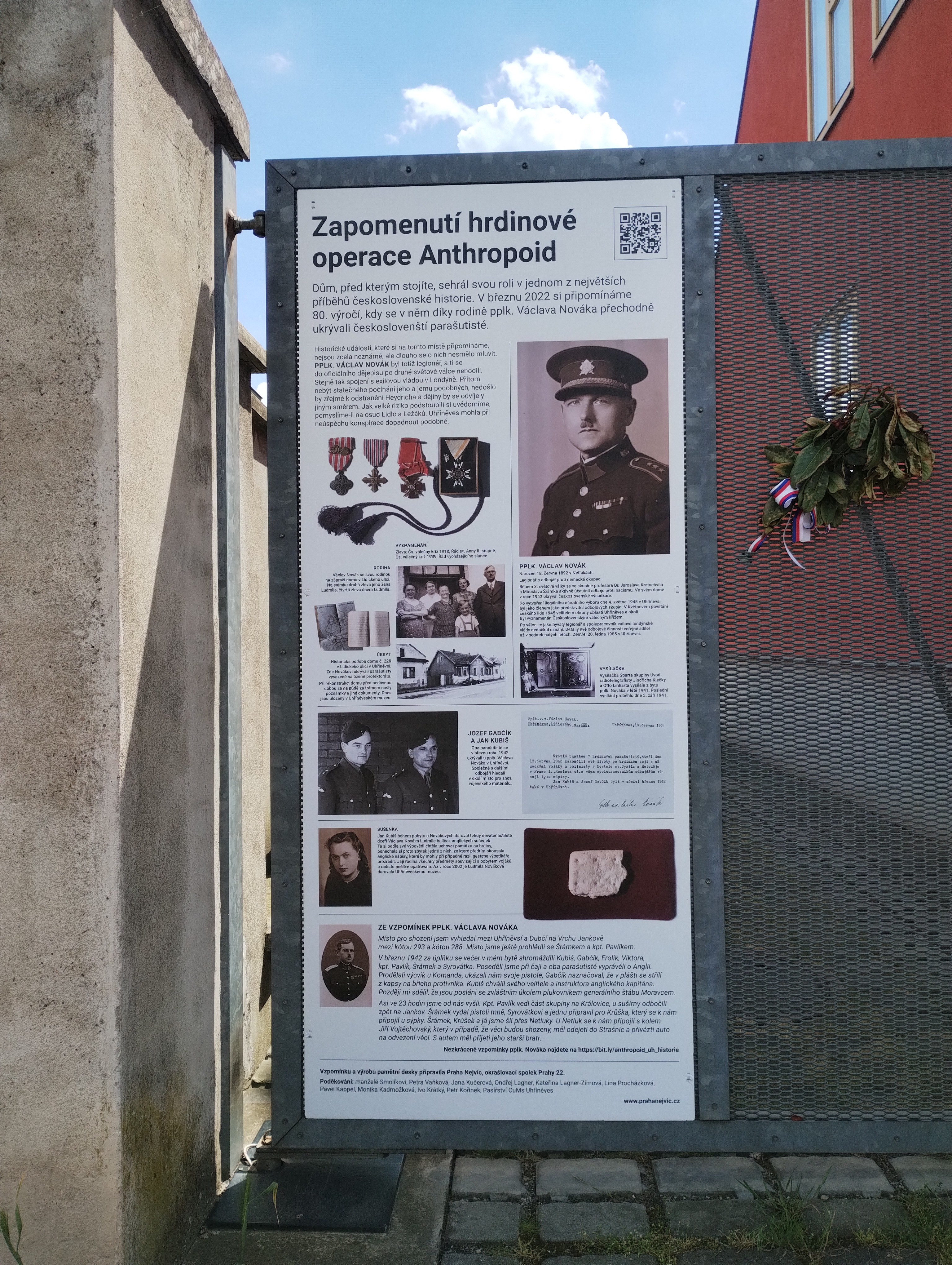
Detail informační tabule (květen 2025), Lidického 228/8, Praha-Uhříněves
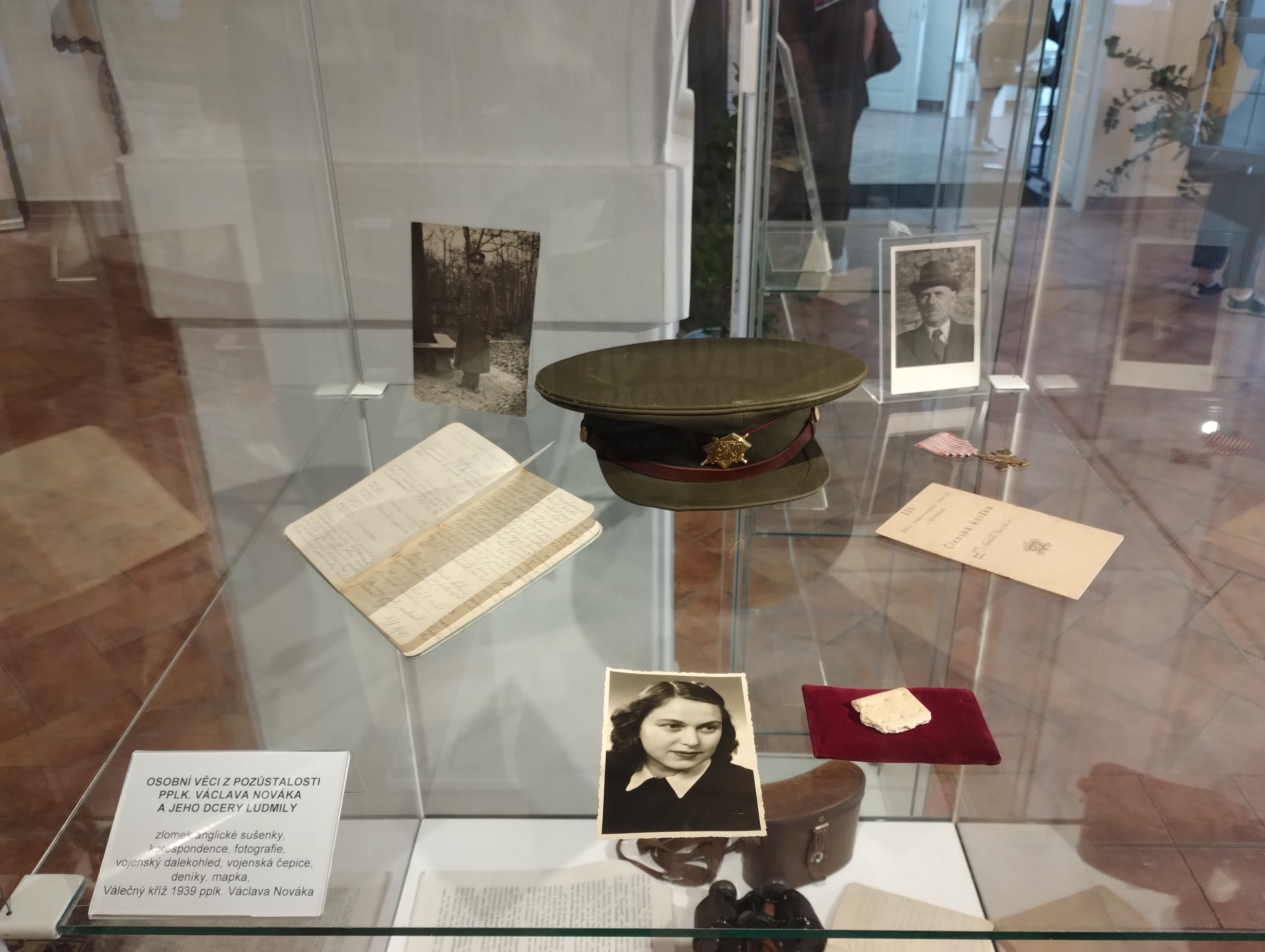
Osobní věci z pozůstalosti pplk. Václava Nováka a "Kubišova sušenka" vystavené v muzeu Uhříněves (Muzejní noc 2025)
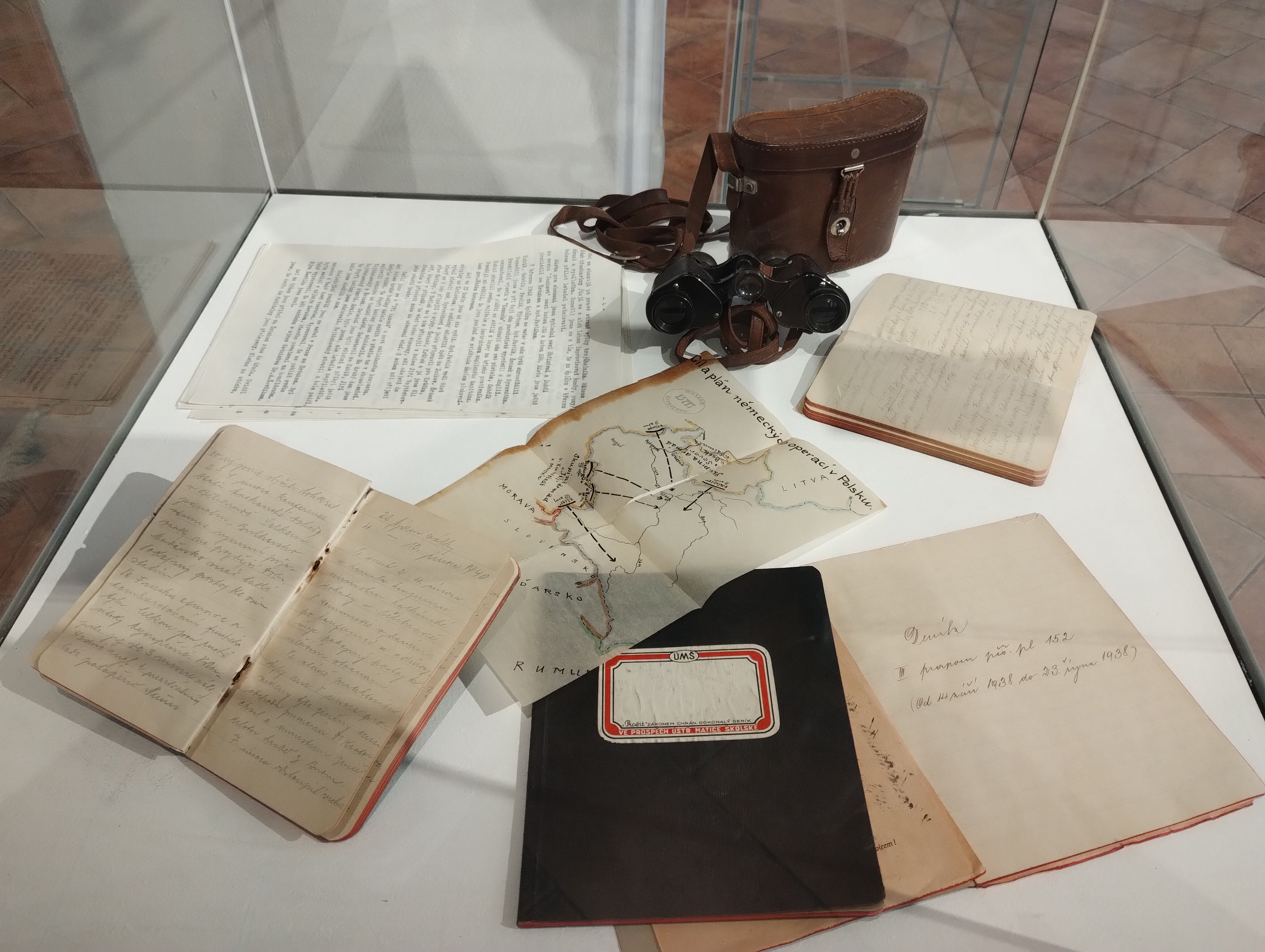
Osobní věci z pozůstalosti pplk. Václava Nováka vystavené v muzeu Uhříněves (Muzejní noc 2025)
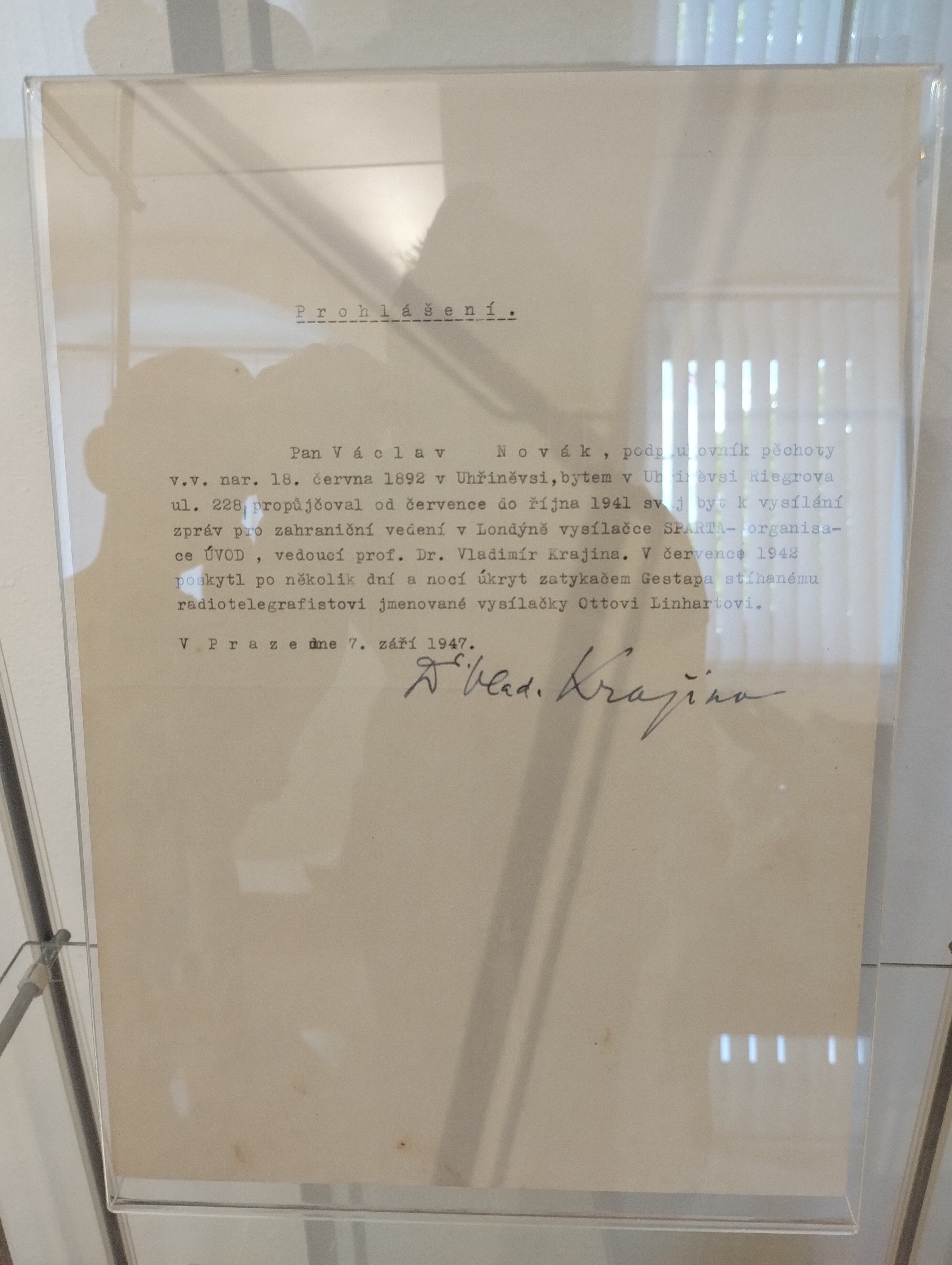
Prohlášení dr. Vladimíra Krajiny o odbojové činnosti pplk. Václava Nováka vystavené v muzeu Uhříněves (Muzejní noc 2025)